# Duncan D. Hunter
Duncan Duane Hunter (ur. 7 grudnia 1976 w San Diego) – amerykański polityk, członek Partii Republikańskiej.

## Działalność polityczna
W okresie od 3 stycznia 2009 do 3 stycznia 2013  był przez dwie kadencje przedstawicielem 52. okręgu, a od 3 stycznia 2013 do rezygnacji 13 stycznia 2020 przez cztery kadencje przedstawicielem 50. okręgu wyborczego w stanie Kalifornia w Izbie Reprezentantów Stanów Zjednoczonych.
Jego ojcem jest Duncan L. Hunter.